# Agnello van den Bosch
Agnello van den Bosch OFM (Ordensname; eigentlich Charles) (* 22. September 1883 in Roubaix; † 9. März 1945 im KZ Dachau) war ein römisch-katholischer Ordenspriester, der während der nationalsozialistischen Diktatur im Konzentrationslager Dachau zu Tode kam.

## Leben
Charles van den Bosch wurde als eines von zwölf Kindern einer belgischen Familie im französischen Roubaix geboren und trat nach der Volksschule in das Franziskanerkloster im belgischen Tielt ein, nahm den Ordensnamen Agnello an und empfing 1906 die Priesterweihe. Als Sanitäter nahm er am Ersten Weltkrieg teil und verlor nach einer schweren Verwundung im Jahr 1915 das Augenlicht. Geprägt durch die eigenen Erfahrungen des Gaskrieges widmete sich van den Bosch nach dem Krieg der Sorge um die Blinden. Er gründete ein Institut zur Blindenerziehung, hielt auf weiten Reisen Vorträge und Konferenzen und rief bereits 1923 die belgische Nationalvereinigung der Blinden ins Leben. Außerdem arbeitete er als Redakteur der Blindenzeitung Dem Licht entgegen, gründete unter anderem in Duysbourg und Namur Erziehungsheime für blinde Kinder, wurde Präsident des belgischen Blindenhilfswerkes und spielte als Präses der belgischen Kriegsblinden auf der Ebene internationaler Verbände eine bedeutende Rolle.

## Verhaftung und Tod
Während des Zweiten Weltkrieges leitete van den Bosch eine Blindenschule im belgischen Ganspoel. Am 9. Juli 1942 wurde er beim Chorgebet in der Franziskanerkirche Woluwe-St. Pierre festgenommen, für elf Monate im Gefängnis von St. Gilles inhaftiert, anschließend in das Strafgefangenenlager VII nach Esterwegen verbracht und dort schwer misshandelt.
Am 12. Oktober 1943 erhob der Oberreichsanwalt beim Volksgerichtshof Anklage gegen van den Bosch, die Priester Victor De Sloovere und Paul Le Roux sowie sieben weitere Belgier. Der Vorwurf lautete auf Bildung einer belgischen Widerstandsgruppe. Pater van den Bosch soll in seiner Blindenschule Räume für konspirative Tätigkeiten zur Verfügung gestellt haben. Es ist unsicher, ob gegen ihn überhaupt ein Hauptverfahren eröffnet wurde. Bestätigt ist, dass er von seinen Mitgefangenen getrennt und wieder nach Esterwegen überstellt worden ist, während die anderen Mitangeklagten am 18. Februar 1944 zum Tode verurteilt und am 7. Juni 1944 in Wolfenbüttel hingerichtet wurden. Van den Bosch selbst wurde aufgrund einer Sonderverfügung am 12. Februar 1945 in das Konzentrationslager Dachau verbracht und ist dort am 9. März 1945 an den Folgen der Haft und der Misshandlungen gestorben.